# Gubányi Károly

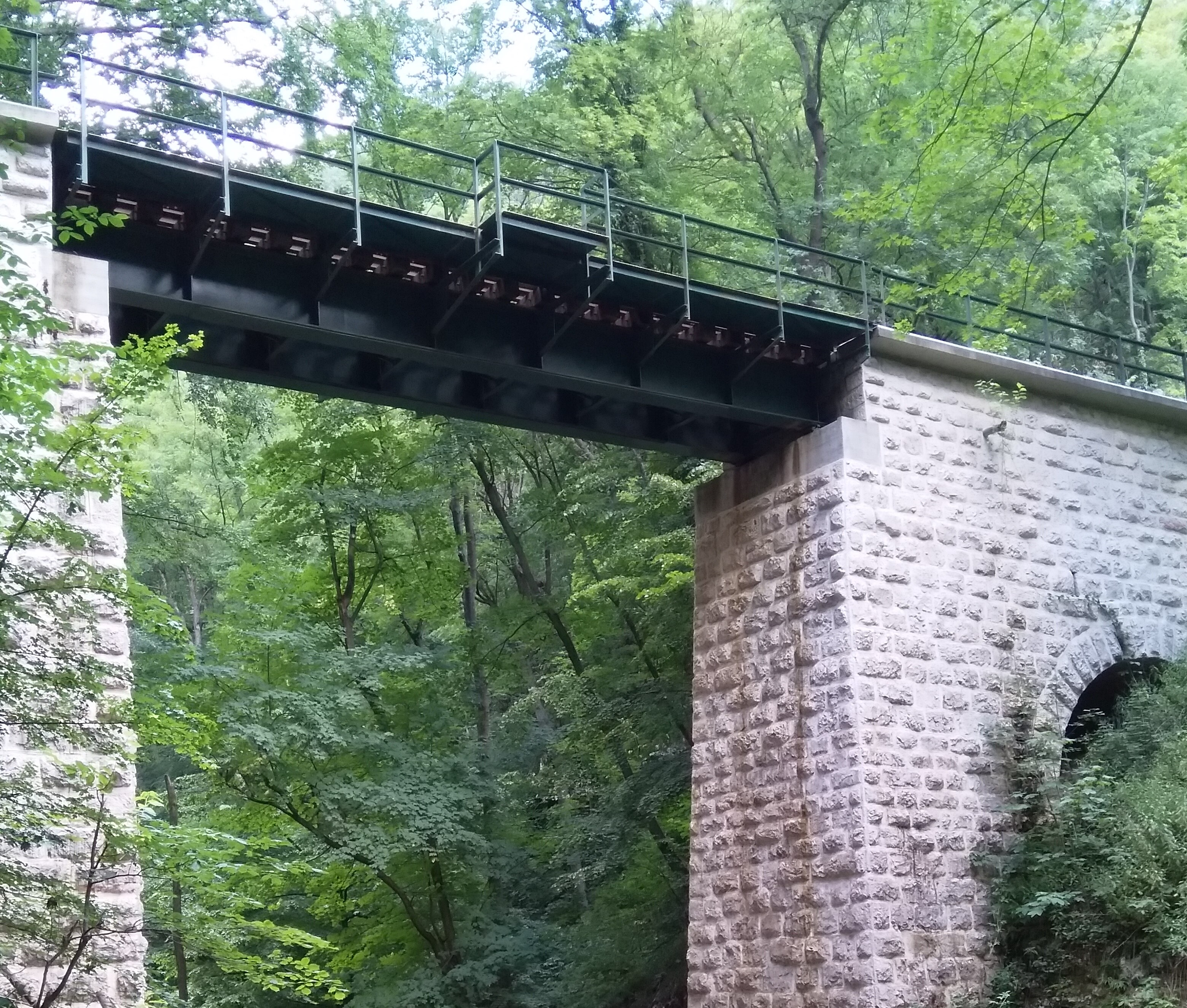
A Gubányi Károlyról elnevezett vasúti völgyhídja a Cuha felett, Bakonyszentlászló és Bakonyszentkirály határán

Gubányi Károly (Jobbágyi, 1867. január 13. – Pilis, 1935. január 14.) magyar vasútmérnök, földrajzi utazó, író.

## Életpályája
Gyerekkorát Cegléden töltötte, később a család Pilisre költözött. Tanulmányait a Toldy Gimnáziumban, majd később a Budapesti Műegyetemen végezte, ahol 1890-ben szerzett oklevelet. Néhány évig idehaza dolgozott vasútépítéseken, majd 1896-ban Lóczy Lajos biztatására Mandzsúriába utazott, Szentgáli Antallal együtt. Részt vett a Mandzsu-vasút építésében, ezt követően pedig Vlagyivosztok kikötőjének építkezésénél vállalt munkát. Az orosz–japán háború kitörésekor, 1904-ben hazatért, de 1906-ban váratlanul Ausztráliába utazott. Itt előbb mérnökként keresett munkát, elsősorban Adelaide-ben és Sydney-ben, majd farmot vásárolt a kontinens belsejében, a Riverinán, amely sok tekintetben hasonlít a Magyar Alföldre, ahol gyerekkorát töltötte.  Hét évvel később, 1913-ban tért vissza Magyarországra, és Pilisen létesített mintagazdaságot. Élete során számos helyen, több kontinensen is jelentős földtani vizsgálatokat folytatott. Több útirajza, műszaki, gazdasági és gazdaságpolitikai tárgyú tanulmánya jelent meg. Szépirodalommal is foglalkozott, több elbeszélésgyűjteménye is megjelent.

## Emlékezete
Pilisen az általános iskola, a Gubányi Art Kert- Alkotói Tér és Műhely, és egy utca viseli a nevét. Munkájának emlékére a Földrajzinév-bizottság 2015-ben a Cuha-völgyi vasúti viaduktot Gubányi Károly hídnak nevezte el.

## Művei
- Öt év Mandzsuországban (A Magyar Földrajzi Társaság Könyvtára, Budapest, 1906)
- Ausztrália (Budapest, d.n. [1915])
- Mukdeni sírok (Budapest, 1915)
- Tengerentúli történetek (Budapest, 1915)
- Itthon és a nagyvilágban. Világutazásom tanulságai, 1-2.; Pátria, Budapest, 1927–1929 (Köztelek gazdasági könyvtár)
- Híres külföldi műöntözések közgazdasági eredményei; Egyetemi Ny., Budapest, 1930
- Ausztrália; ford., bev., jegyz., szerk. Domaniczky Endre, előszó Kubassek János; Fakultás, Budapest, 2022 (teljes bibliográfiával, összeállította: Domaniczky Endre)